# 增寿寺 (北京)
增寿寺，原位于北京市西城区广安门内大街，后迁至南横东街，是一座汉传佛教寺院，现已无存。

## 简介
该寺的前身是仙露寺。《元一统志》记载该寺创建于唐朝乾封元年（666年），辽圣宗太平十年（1030年）重加修建。曹子西主编的《北京通史》记载：“隋唐以前，由于幽州佛教尚不甚盛行，故而寺宇寥寥无几。燕地普遍建造寺院是唐初开始的。这时的燕地佛教发展已较为普遍。故而所建寺宇日增。其新增寺宇主要之著名者，有仙露寺、悯忠寺等。”悯忠寺即如今的法源寺。辽金时期，仙露寺是北京城内的重要佛寺，金朝俘获的北宋宗室子女曾被置于仙露寺。
《全辽文》卷四有《葬舍利佛牙石匣记》（天录三年，沙门志愿）：“达摩禅师。远涉流沙。登雪岭。得释迦舍利辟支佛牙授与先师。先师讳清珦。闽川人。自会同五载仲秋。赍舍利佛牙到此。於八年季春月蓂凋十一叶。染疴而逝。临迁化时。将舍利佛牙付仙露寺讲维摩经比丘尼定徽建窣堵波。寻具表奏闻。大辽皇帝降宣头一道。钱三百贯。以充资助。於天禄三年岁次己酉四月十三日安葬。施主名具镌於后。（朱彝尊《吉金贞石记》。参《日下旧闻》五九。）”这件辽朝天禄三年（949年）安葬的石匣在清朝康熙二十六年（1687年）出土。《日下旧闻考》卷五十九《城市·外城·西城一》记载：“康熙二十六年五月，宣武门西南居民掘得石匣，匣旁有记，乃辽世宗天禄三年瘗舍利佛牙于此。”
明朝，仙露寺重建，称增寿寺。清朝光绪三十四年（1908年），增寿寺迁至南横街，其原址兴建工艺官局所属的商品陈列所。商品陈列所的主楼是三层，两翼是两层，两端分别有两层八角形亭楼，整体风格中西合璧。商品陈列所内展出各省送交的地方特产、工商产品以及工艺官局和北京生产的工艺品。商品陈列所开张后，曾吸引许多市民来参观，参观者赞叹“吾华制品多如许”。1949年10月，在这里创建北京市回民学院，1985年改称北京市回民学校，原有的商品陈列所建筑先后被该校拆除。如今，在北京市回民学校（广安门内大街225号）门外，有一块石碑刻有“辽仙露寺故址”。这是2000年代宣武区建成的街景标识之一。
《乾隆京城全图》中标绘有千佛寺，位于阎王庙街（今迎新街）南口路东的中横街（今南横东街）北侧。清朝光绪年间，该寺改为增寿寺。1995年，文物专家王世仁调查时，增寿寺建筑已无存，但位置可辨。该寺以东是圆通观。